# Henrymeyerite
L'henrymeyerite (simbolo IMA: Hmy) è un minerale molto raro del supergruppo dell'hollandite e del gruppo della priderite appartenente alla classe minerale degli "ossidi e idrossidi" con composizione chimica Ba(Ti4+7Fe2+)O16.

## Etimologia e storia
L'henrymeyerite è stata descritta per la prima volta nel 2000 e il nome è in onore del geologo statunitense Henry Oostenwald Albertjin Meyer (1937-1995), per i suoi studi sulle kimberliti e sulle rocce che compongono il mantello.

## Classificazione
La nona edizione della sistematica minerale di Strunz, aggiornata dall'Associazione Mineralogica Internazionale (IMA) fino al 2009, elenca l'henrymeyerite nella classe "4. Ossidi (idrossidi, V[5,6] vanadati, arseniti, antimoniti, bismutiti, solfiti, seleniti, telluriti, iodati)" e da lì nella sottoclasse "4.D Metallo:Ossigeno = 1:2 e simili"; questa è ulteriormente suddivisa in base alla dimensione dei cationi coinvolti e alla struttura cristallina, in modo che il minerale possa essere trovato nella suddivisione "4.DK Con cationi di grande dimensione (± cationi di media dimensione); strutture a tubo", dove insieme ad akaganeite, ankangite, hollandite, manjiroite, mannardite, redledgeite, coronadite, priderite e forma il sistema nº 4.DK.05.
Tale classificazione viene mantenuta anche nell'edizione successiva, proseguita dal database "mindat.org" e chiamata Classificazione Strunz-mindat, dove però il vecchio sistema 4.DK.05 è stato organizzato diversamente: l'henrymeyerite qui si trova nel sistema 4.DK.05b, che occupa insieme a mannardite, priderite e redledgeite.
Anche nella sistematica dei minerali secondo Dana, usata principalmente nel mondo anglosassone, l'henrymeyerite si trova nella famiglia degli "ossidi e idrossidi" e nella sottofamiglia degli "ossidi multipli". All'interno del gruppo, si trova il "gruppo del criptomelano" e ha il numero di sistema 07.09.01.06.

## Abito cristallino
L'henrymeyerite cristallizza nel sistema tetragonale nel gruppo spaziale I4/m (gruppo nº 87) con i parametri del reticolo a = 10,219 Å e c = 2,963 Å, oltre 8 unità di formula per cella unitaria.

## Origine e giacitura
L'henrymeyerite è stata rinvenuta in vene associate a rocce foscorite-carbonatitiche metasomatizzate di un complesso ultramafico alcalino (nei campioni trovati a Kovodor, Russia) dove è stata trovata associata a dolomite, fluorapatite, tetraferriphlogopite, rimkorolgite, catapleiite, collinsite e pirite; in xenoliti del mantello lherzolitico e harzburgitico metasomatizzati da carbonato (dai campioni provenienti dall'Antartide); qui è stata trovata associata a magnesite ricca di ferro, clinohumite, mica, calcite, dolomite e clorapatite.
Si conoscono solo pochissimi siti del minerale. Questi si trovano nella penisola di Kola, nell'oblast' di Murmansk, sui Monti Chibiny, a Kovdor e nel massiccio del Lovozero, tutti in Russia; ci sono stati ritrovamenti anche nella Repubblica Ceca in Moravia, nel distretto di Třebíč; nell'Ontario e nella Columbia Britannica (Canada); nella Terra di Mac. Robertson in Antartide; a Kujalleq (Groenlandia); nelle contee di Hill e di Meagher, entrambe nel Montana (Stati Uniti).

## Forma in cui si presenta in natura
L'henrymeyerite forma cristalli di dimensioni fino a 0,2 mm. Il colore del minerale è nero con lucentezza adamantina e diventa grigio-brunastro in luce riflessa, mentre il colore del suo striscio è bruno-rossastro.